# Kalvsjön (Locknevi socken, Småland)
Kalvsjön är en sjö i Vimmerby kommun i Småland och ingår i Botorpsströmmens huvudavrinningsområde. Sjön är 5,5 meter djup, har en yta på 0,195 kvadratkilometer och är belägen 118,9 meter över havet.

## Delavrinningsområde
Kalvsjön ingår i det delavrinningsområde (641764-151317) som SMHI kallar för Utloppet av Spillen. Medelhöjden är 132 meter över havet och ytan är 24,56 kvadratkilometer. Räknas de 2 avrinningsområdena uppströms in blir den ackumulerade arean 34,25 kvadratkilometer. Avrinningsområdets utflöde Botorpsströmmen (Tynnsån) mynnar i havet. Avrinningsområdet består mestadels av skog (70 procent). Avrinningsområdet har 4,63 kvadratkilometer vattenytor vilket ger det en sjöprocent på 18,8 procent.